# Maccabi Los Angeles
I Maccabi Los Angeles Soccer Club erano una società calcistica statunitense, con sede a Los Angeles, vincitrice per cinque volte della National Challenge Cup (US Open Cup).

## Palmarès

### Competizioni nazionali
- U.S. Open Cup: 5

1973, 1975, 1977, 1978, 1981

### Altri piazzamenti
- U.S. Open Cup:

Finalista: 1980, 1982